# Thánh lễ đọc
Thánh lễ đọc (tiếng Latinh: missa lecta) trong Giáo hội Công giáo là thánh lễ do một linh mục cử hành với sự trợ giúp của người giúp lễ mà không có thừa tác viên chức thánh (phó tế và phụ phó tế) trợ giúp. Nghi thức chữ đỏ dùng cho Thánh lễ đọc cũng được giản lược cách thích hợp. Trước cuộc cải cách phụng vụ năm 1969, người ta còn  phân biệt Thánh lễ đọc với Thánh lễ hát (tiếng Latinh: missa in cantu), trong đó vị linh mục chủ tế hát những phần mà nghi thức dự liệu phải hát thay vì chỉ đơn thuần là đọc như trong Thánh lễ đọc.

## Thánh lễ riêng
Thánh lễ riêng (tiếng Latinh: missa privata) là cách gọi xưa để chỉ Thánh lễ đọc, bất kể có ít hay nhiều giáo dân tham dự; ngày nay, cụm từ Thánh lễ riêng được dùng để chỉ những thánh lễ mà không có giáo dân tham dự (sine populo). Trong các ấn phẩm Sách lễ Rôma phát hành trước năm 1962, Thánh lễ riêng có sự khác biệt rõ rệt với Thánh lễ trọng thể (tiếng Latinh: missa solemnis). Vào năm 1960, Giáo tông Ioannes XXIII, người vào năm 1962 đã xóa bỏ mục Rubricae generales Missali trong Sách lễ Rôma và thay thế phần bị loại bỏ bằng Bộ Luật chữ đỏ, đã lên án việc sử dụng thuật ngữ "thánh lễ riêng" như sau: "Thánh lễ – Hy tế cực thánh được cử hành cứ theo các nghi thức và quy định là một hành vi thờ phượng Thiên Chúa cách công khai và công cộng nhân danh Đức Kitô và Hội thánh. Do đó, ta nên tránh sử dụng thuật ngữ 'Thánh lễ riêng'." Đối với Thánh lễ đọc nói chung, tính từ "privata" mang hàm ý "đã lược bớt một số nghi lễ nhất định".

## Trình tự Thánh lễ đọc
Thánh lễ, tuy là một hành vi thờ phượng duy nhất, nhưng lại bao gồm nhiều yếu tố cấu thành, trong đó không thể thiếu "việc công bố Lời Chúa; việc tạ ơn Đức Chúa Cha vì mọi ơn lành Ngài đã ban cho chúng ta, nhất là vì Ngài đã ban Con của Ngài cho chúng ta; việc thánh hiến bánh và rượu – những lễ vật tượng trưng cho sự biến đổi con người ta thành thân thể Chúa Kitô; và tham dự vào bàn tiệc phụng vụ nhờ lãnh nhận Mình và Máu Chúa."
Thánh lễ đọc, dù có hay không có cộng đoàn tham dự, là hình thức thánh lễ được cử hành phổ biến nhất trước năm 1969. Tuy nhiên, Sách lễ Rôma năm 1970 đã dành hai phần riêng biệt để quy định nghi thức dành cho thánh lễ có cộng đoàn tham dự và thánh lễ không có cộng đoàn tham dự – một thay đổi mới so với phiên bản sách lễ Rôma cũ, trong đó chỉ phân biệt Thánh lễ trọng thể với Thánh lễ đọc.
Nghi thức Thánh lễ đọc phần lớn giống với nghi thức Thánh lễ trọng thể; tuy nhiên Thánh lễ đọc còn có thêm phần cầu nguyện sau lễ (điển hình là kinh đọc sau Thánh lễ); vị linh mục chủ tế không có phụ phó tế và phó tế trợ giúp; ca đoàn không đáp lời của vị linh mục chủ tế, thay vào đó một hoặc hai người giúp lễ đảm nhận trách nhiệm phụ tế sẽ trả lời vị linh mục bằng tiếng Latinh; vị linh mục chủ tế đọc tất cả các lời nguyện, kể cả những phần mà nghi thức thánh lễ dự liệu phải hát; không có nghi thức xông hương; các giáo dân tham dự thánh lễ quỳ trong hầu hết buổi lễ, ngoại trừ lúc công bố Tin Mừng.